# 馬克斯·桑德林

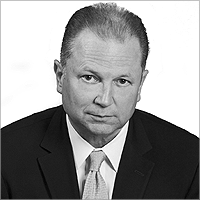
马克斯·桑德林

馬克斯·桑德林（Max Sandlin；1952年9月29日—）是美國的一位政治人物。在1997年至2005年期間，他是德克薩斯州第1選舉區選出的美國眾議院議員。他的黨籍是民主黨。他也曾經是青少年棒球、籃球、壘球教練。